# Thomas Bouhail
Thomas Bouhail (n. 3 iulie 1986, Montfermeil, Métropole du Grand Paris, Franța) este un gimnast artistic ce a reprezentat Franța, medaliat olimpic. A participat la o ediție a Jocurilor Olimpice (2008) în care a câștigat o medalie de argint.

## Participări
Lista de mai jos prezintă principalele competiții la care a participat Thomas Bouhail de-a lungul carierei.
- gymnastics at the 2008 Summer Olympics – men's vault[*]